# TV매일미사
TV매일미사는 매일 cpbc TV에서 방송하는 전례 프로그램으로, 매일미사를 방송한다.

## 미방영일
- 주님 성탄 대축일(12월 25일)
- 천주의 성모 마리아 대축일(1월 1일)
- 파스카 성삼일(성목요일 ~ 성토요일)
- 성모 승천 대축일(8월 15일)